# Museo Medardo Rosso
Il Museo Medardo Rosso, inaugurato nel 1928 e situato nell'antico oratorio di San Giovanni Battista a Barzio (XVII secolo), conserva le opere dello scultore impressionista Medardo Rosso (1858-1928), tra queste si segnalano l'Uomo che legge e Malato all'ospedale, la Femme à la voilette (1893), l'Ecce Puer (1906), la Conversazione in giardino (1896) e il Bambino al seno. Sono inoltre custoditi documenti, fotografie e disegni.

## Storia
Il museo Medardo Rosso è stato creato dal figlio dello scultore, il quale, in seguito alla morte del padre (1928), volle recuperare e riunire tutte le opere rimaste nello studio di Parigi e in quello di Milano.
La scelta della piccola chiesa seicentesca (sconsacrata in quell'occasione) fu giustificata dal desiderio di Francesco di preservare le opere del padre a Barzio, che era la località di villeggiatura amata da lui e dalla madre: nello stesso giardino decise di costruire anche la sua casa.
Nel museo aleggia un'intima atmosfera che permette alla scultura di Rosso di esprimere tutta la sua forza e universalità. Questi pensieri confidava Medardo Rosso a un amico:

## Opere

### Sculture

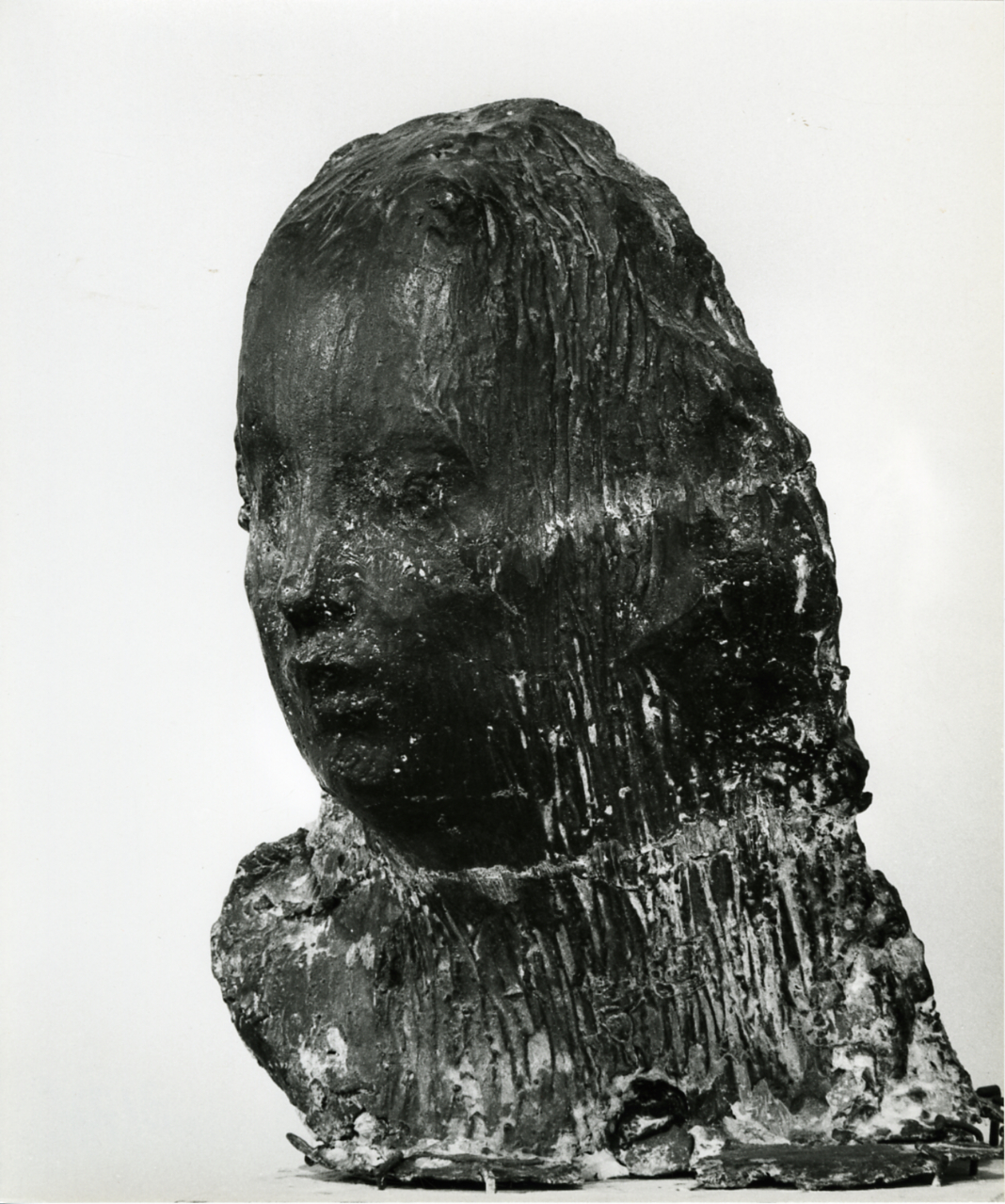
Ecce Puer, 1906, nella versione in gesso e in bronzo.

- Il Birichino
- Gli Innamorati sotto al lampione
- La Ruffiana
- Il Vecchio
- Carne altrui
- Lo Scaccino
- La Portinaia
- Età dell'oro
- Ritratto di Carlo Carabelli
- Malato all'ospedale
- Bambina che ride
- Bambino al seno
- Bambino malato
- Ritratto di Monsieur Rouart
- Petite Rieuse
- Grande Rieuse
- Bambino ebreo
- Bambino al sole
- Bambino
- Bambino alle cucine economiche
- Femme à la voilette
- Bookmaker
- Uomo che legge
- Conversazione in giardino
- Madame Noblet
- Ecce Puer

Foto di Paolo Monti (Fondo Paolo Monti, BEIC)
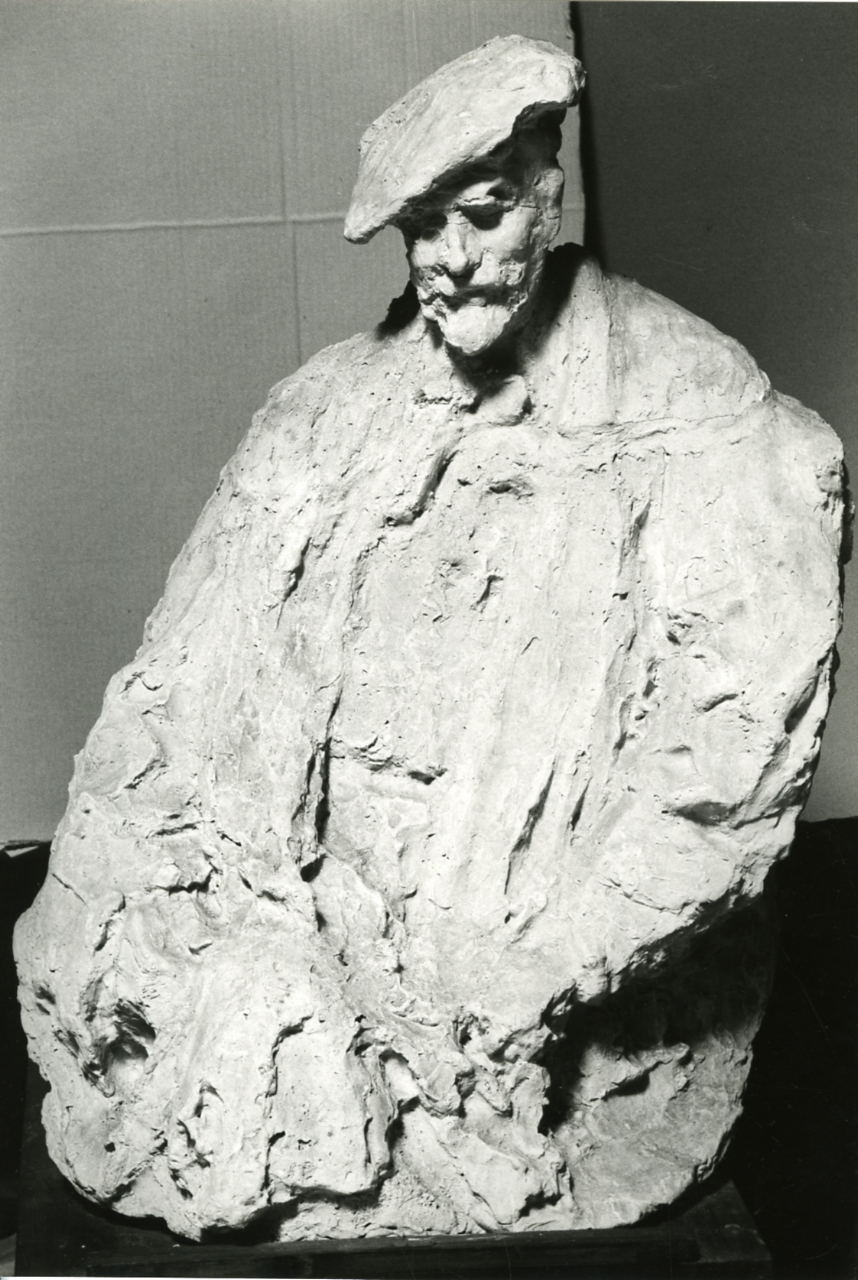
Ritratto di Monsieur Rouart, 1886
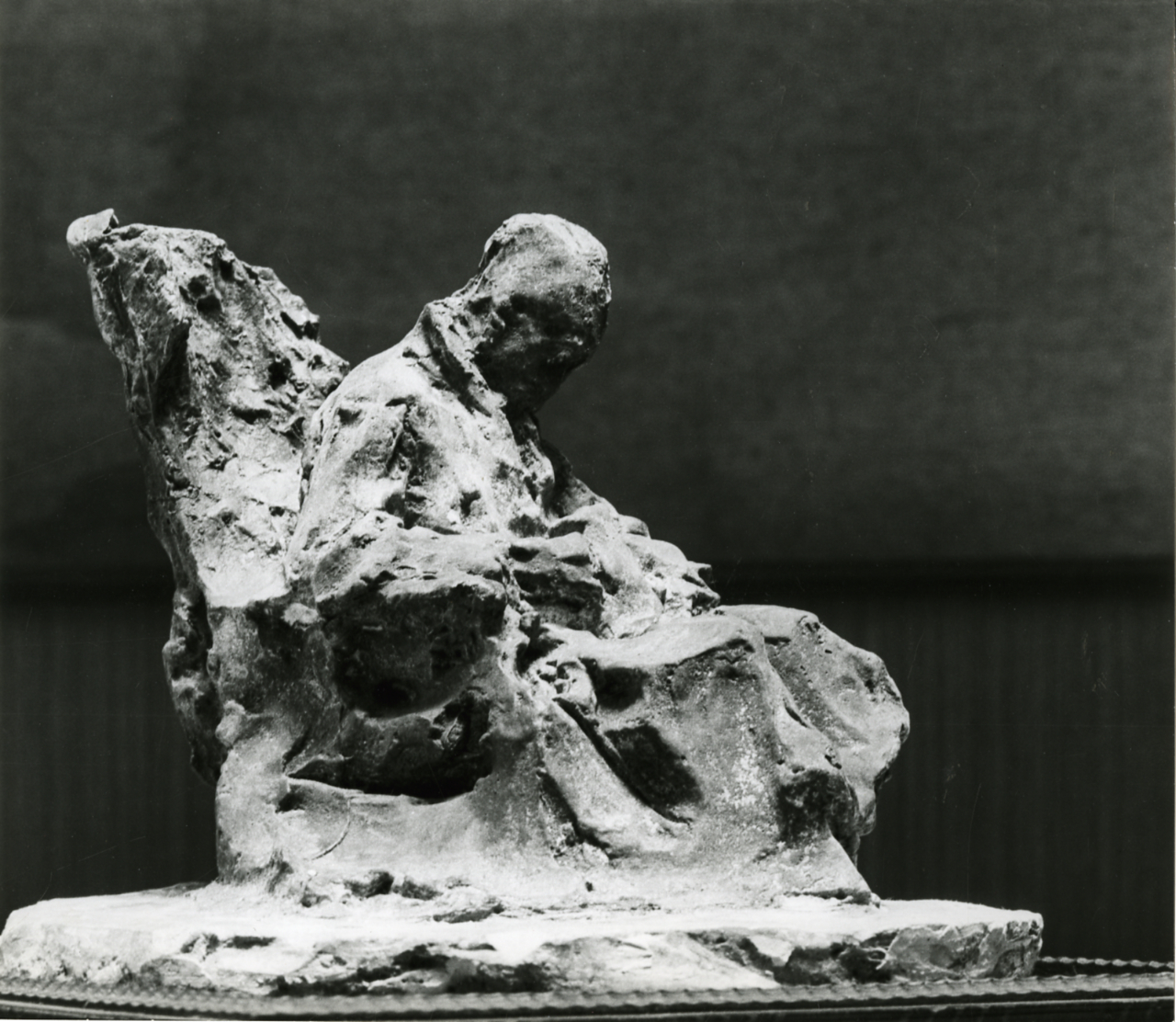
Malato in ospedale, 1889
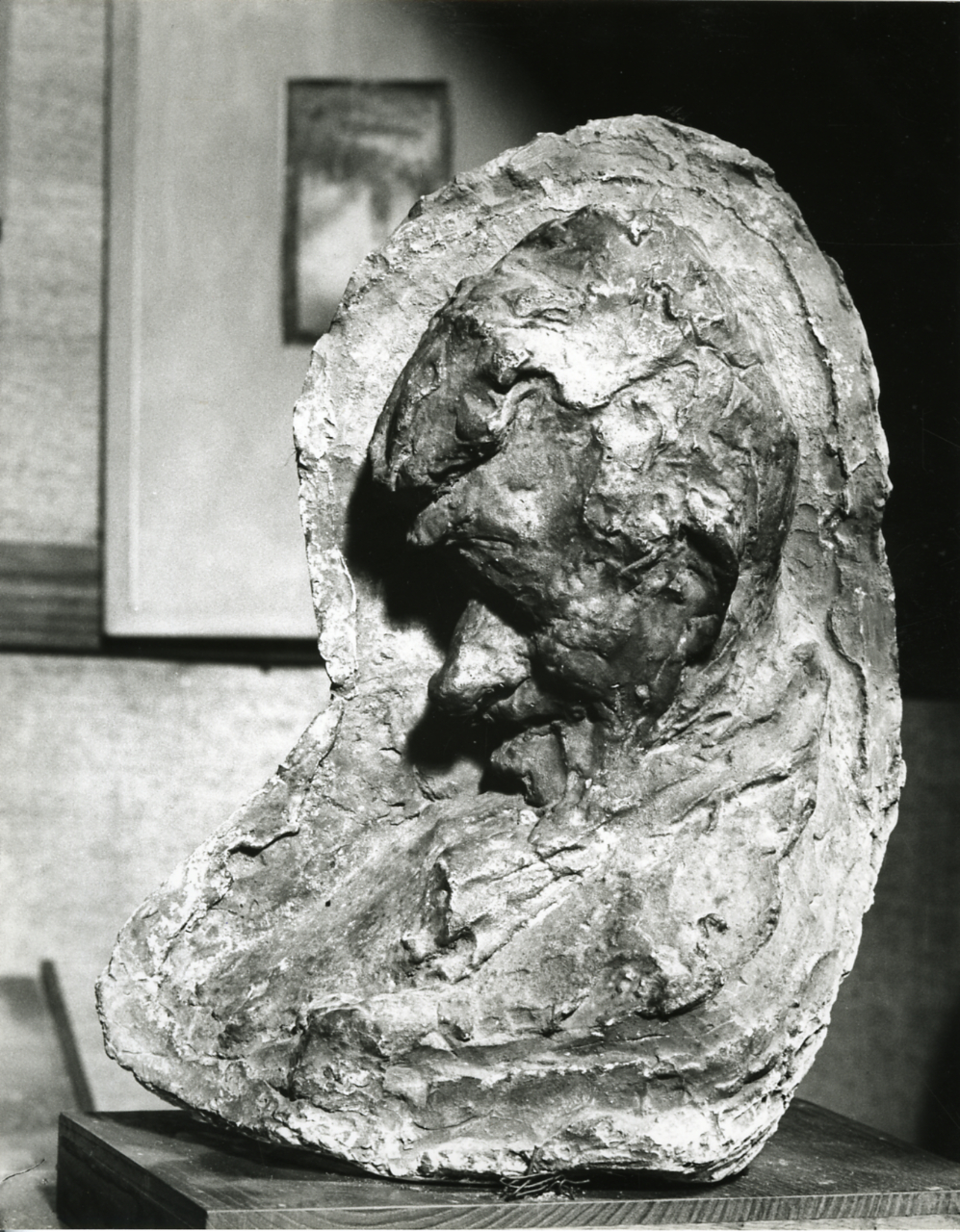
Lo Scaccino, 1883
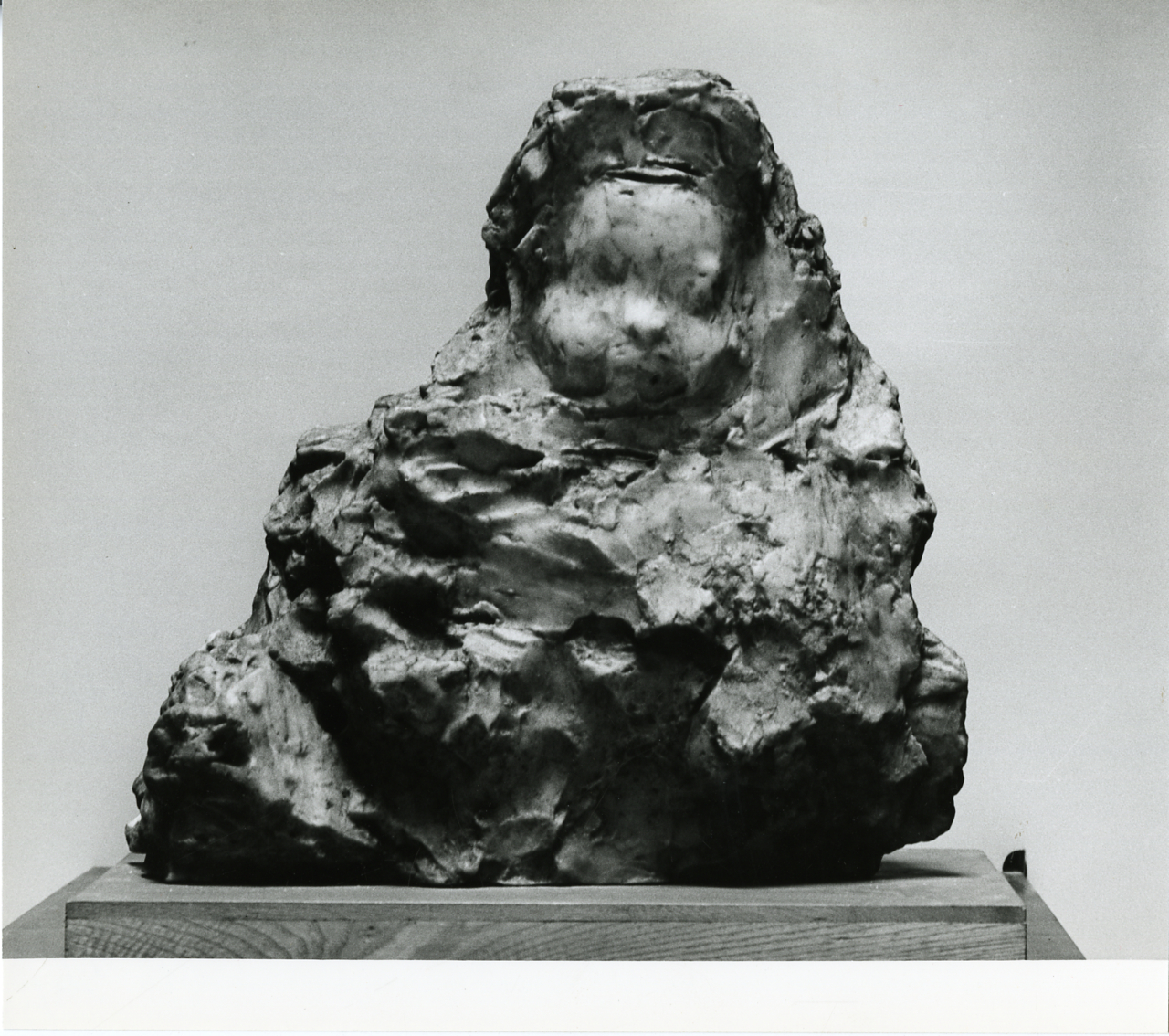
Bambino alle cucine economiche, 1892
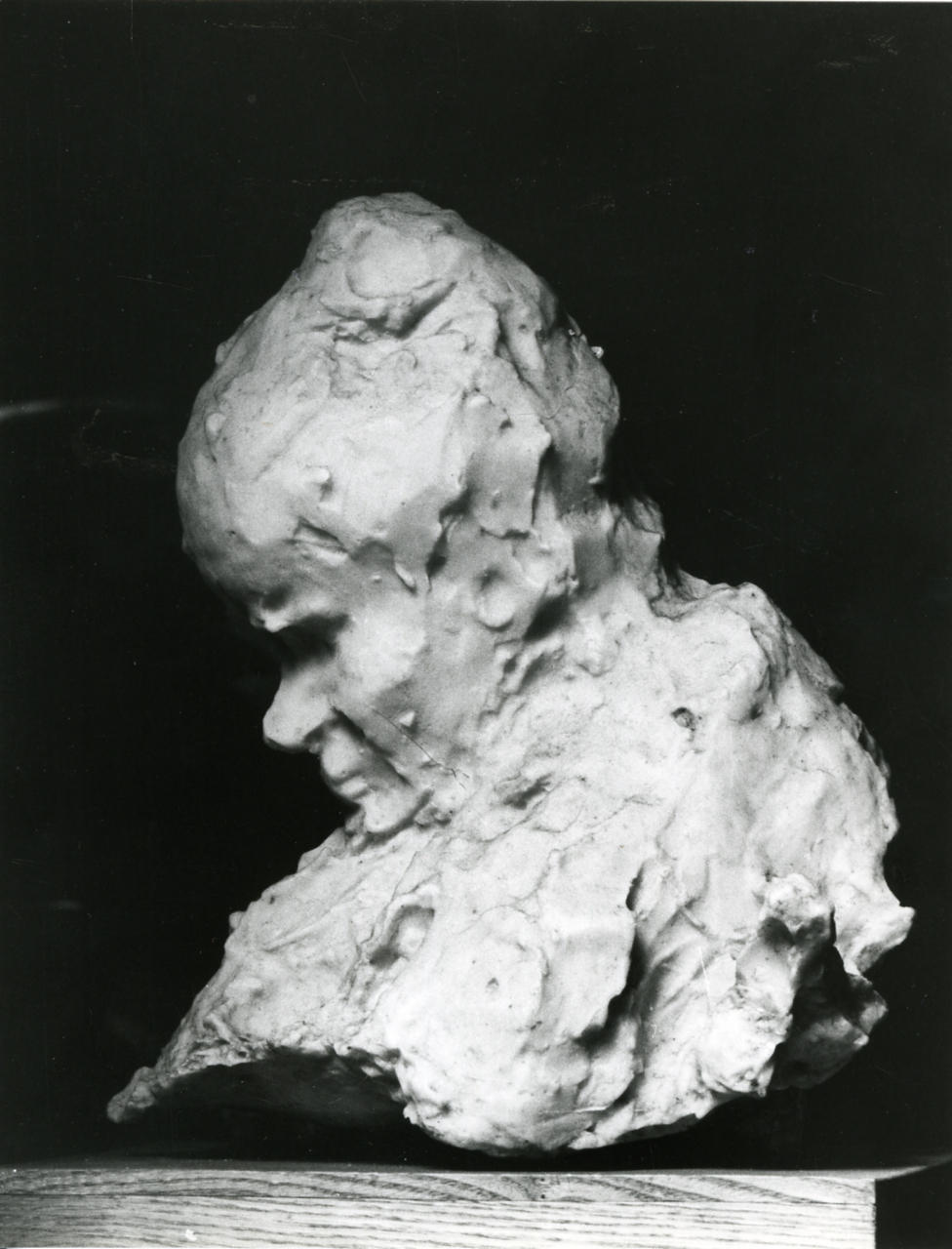
La portinaia, 1883.
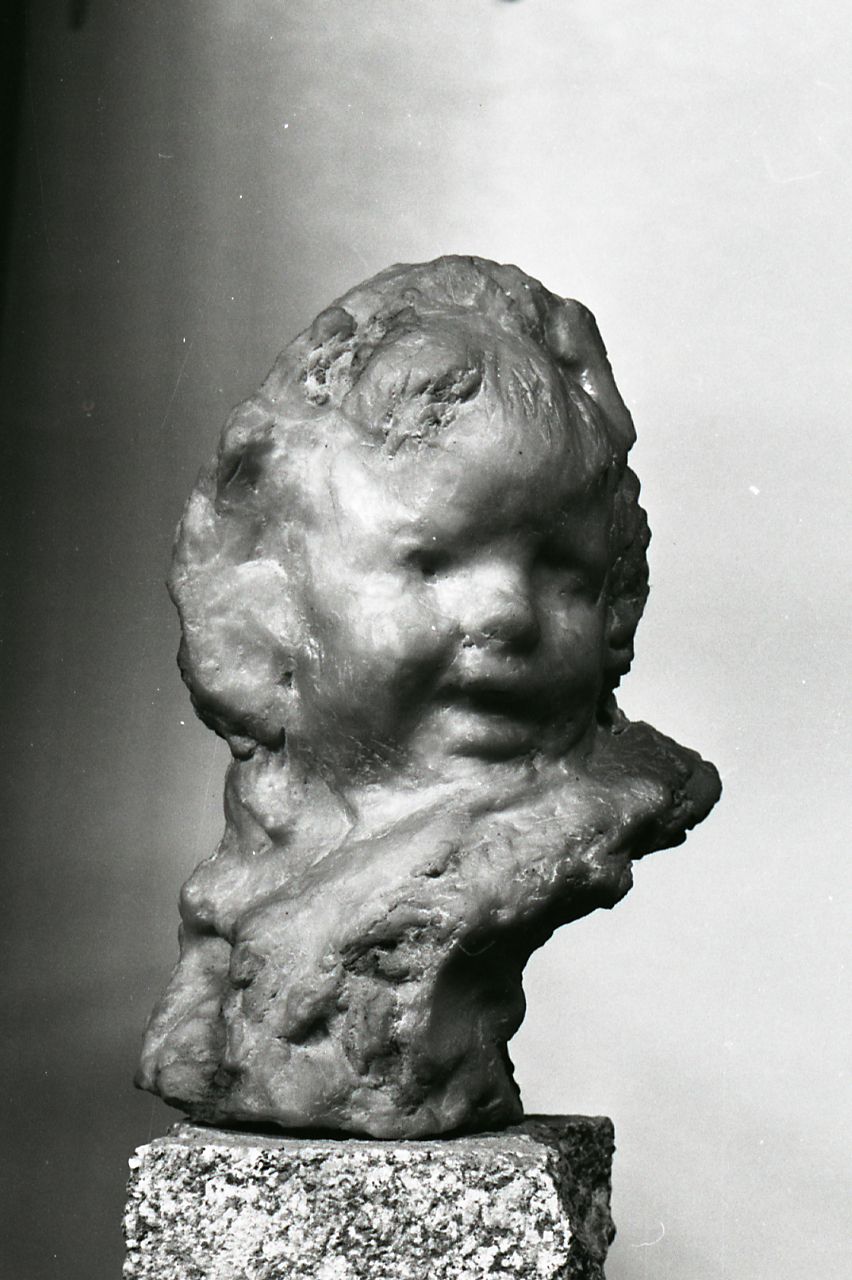
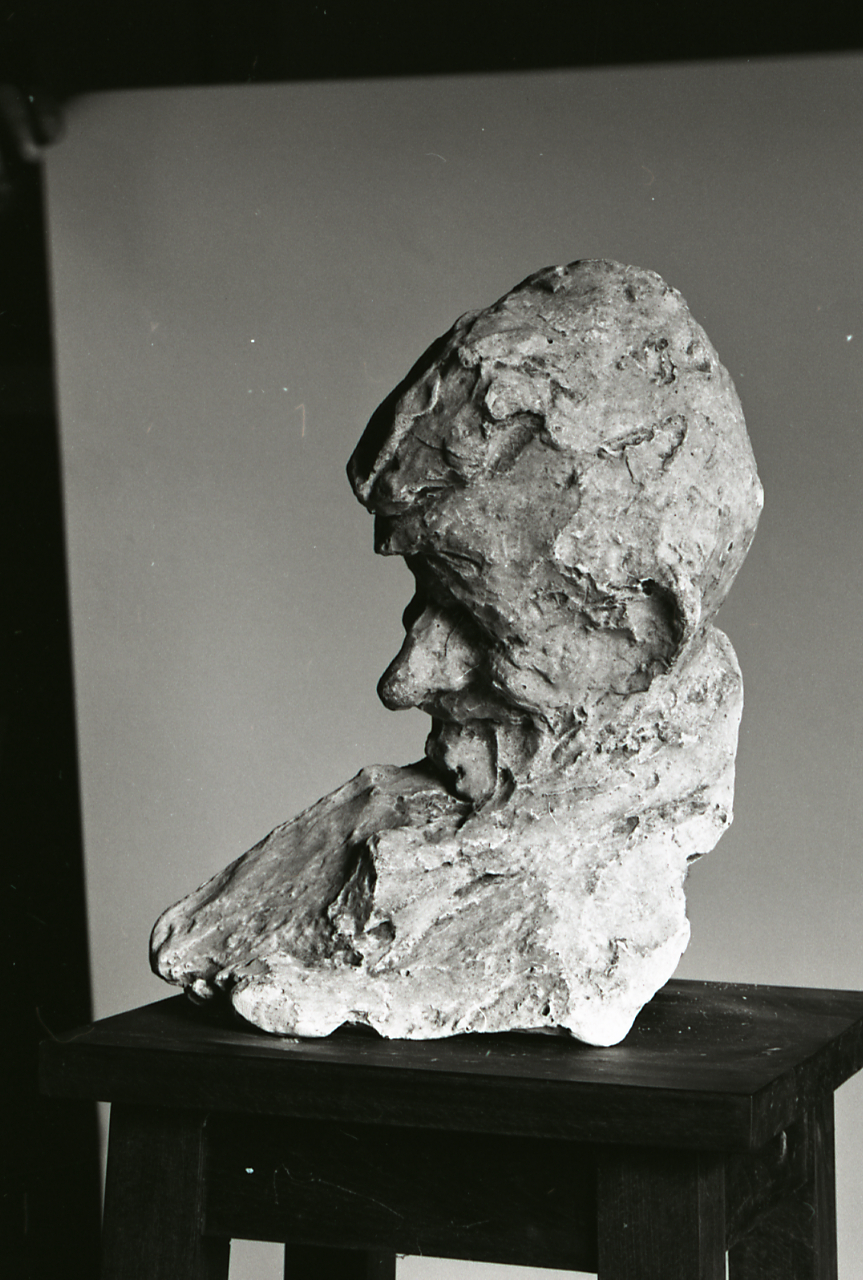
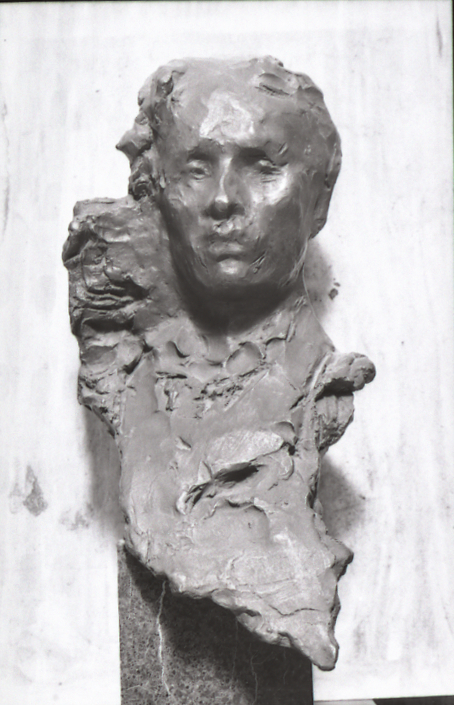

### Disegni
- Figura femminile allo specchio
- Donna al balcone
- Cheval qui monte la route
- Strada di montagna
- Tetti
- In omnibus a Londra
- Partita a biliardo
- Figura di donna nella strada
- Due figure nella strada
- Paesaggio